# ニューハーフ

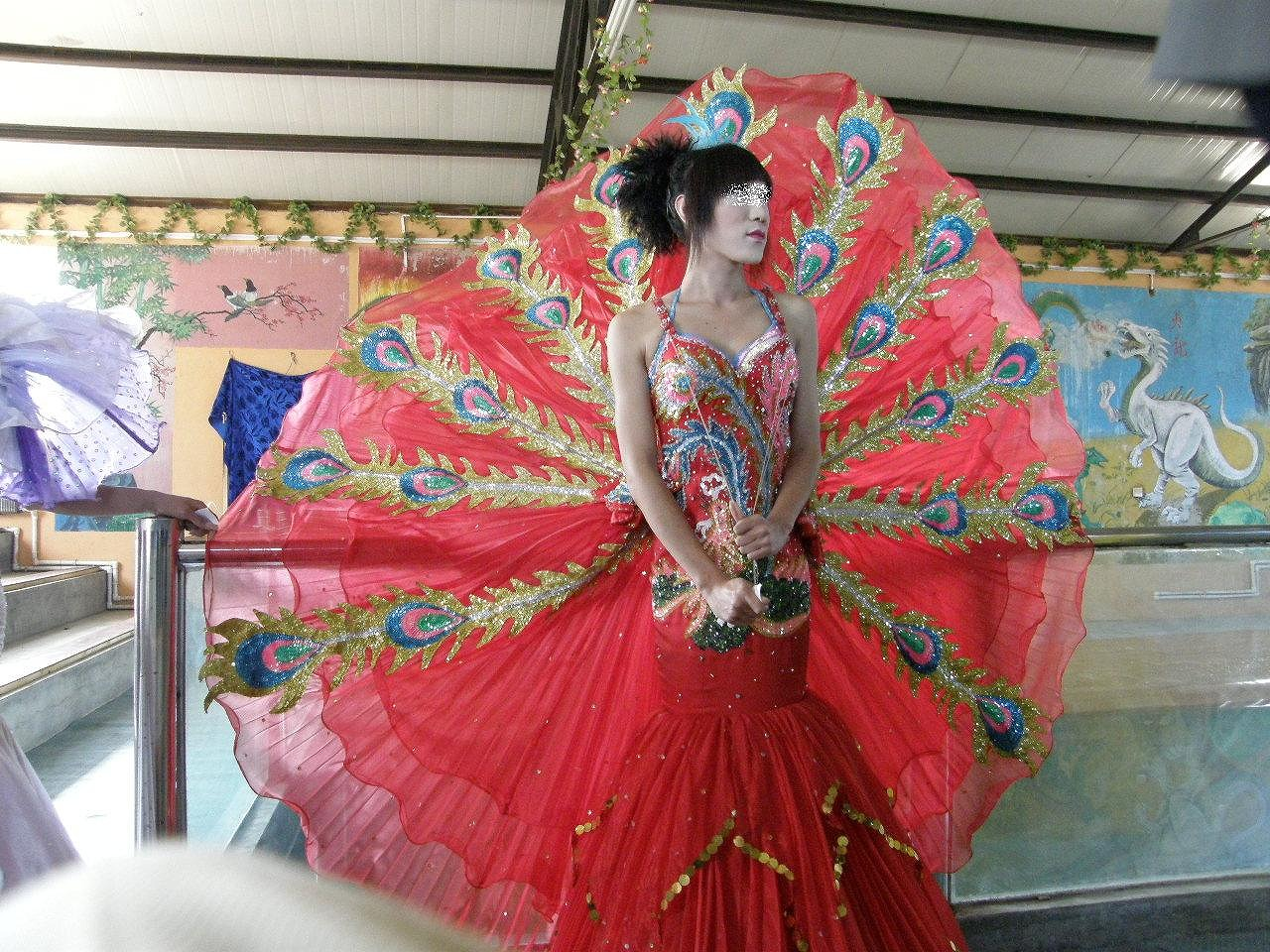
旅順のニューハーフ

ニューハーフ（和製英語：new-half）は、出生時に割り当てられた性別が男性であり、女装して女性のような振る舞い（性表現）をする人を指し、主に商業の世界で用いられる日本独自の言葉である。

## 概要
ニューハーフはもっぱらクラブ、ショーパブ、セックスワークからその他の幅広い芸能まで商業の世界に従事する人たちの間で用いられる用語となっている。ニューハーフという用語は日本独自のものであり、国際的には使用されていない。また、特定の商業の界隈に関わらない当事者たちが自称するものでもない。また、女性に性転換した元男性の俗称でもある。
日本では、ミスターレディ、ゲイボーイ、シスターボーイ（英語由来）、ブルーボーイ、フェムボーイ、おかま、オネエなどと呼び方がいくつもある。英語では「おかま」等と訳されるシスターボーイの他に米俗語のshemaleもある。シーメールはシスターボーイ同様、直訳すれば「おんなおとこ」というような言葉だが、特に（女性ホルモン治療や去勢手術など相まって）女性化乳房と男根両方を兼ね備えたニューハーフを指す意味合いが強い。

## 歴史
日本では出生時に男性と割り当てられた人が「女性」として典型的な女性のような恰好で人前で活動することが、芸能や商業にて歴史的に脈々と行われていた。例えば、女形として女性役も男性が演じる歌舞伎、江戸時代に女装して接客やセックスワークを行った陰間などである。そうした中、1970年代にはアマチュア女装者を顧客とする商業的な女装クラブが生まれ、その流れで1980年代から日本社会で一般に普及していった言葉がニューハーフであった。
一方、日本では1990年代に性同一性障害（現在は性別不合もしくは性別違和）と呼ばれる医療的な概念が広まり、やがてトランスジェンダーとして職業など立場に限らずジェンダー・アイデンティティというかたちで権利運動を展開するようになった。その中で、ニューハーフといった既存概念とは差異化を図る動きがみられた。
現代の日本社会においてニューハーフを受け入れる一般的な職業は未だ十分に多いとはいえず、新宿サンキューうたこは性別適合手術のために昼は会社員、夜と休日はニューハーフデリヘル嬢として勤務していた。近年は性同一性障害やトランスジェンダーといったセクシュアル・マイノリティが広く認知されてきた事もあり、水商売や風俗店に従事する道を選ばず一般職に進む者も増えてきた。井上魅夜は、現実は具体的な数字を記述していないものの、自己の性別によるギャップに苦しんだニューハーフの自殺率は、シスジェンダーの一般人と比べて倍に上ると主張している。日本の性風俗の世界で「ニューハーフ風俗」が人気が高まっており性社会・文化史研究者の三橋順子によると、2019年時点で20年前と比較して、店舗数が少なくとも10倍の数に急増している。

### 語源
1981年にデビューした元タレントの松原留美子を売り出す際のキャッチフレーズとして用いられ、広く知られるようになった和製英語である。
有力な説として、1980年に大阪のショーパブ「ベティのマヨネーズ」のママであるベティとサザンオールスターズの桑田佳祐との対談時に、ベティが「男と女のハーフよ」と言ったのを聞いて桑田が「じゃあニューハーフだね」と言ったのが始まりというものがある（ベティ本人が「週刊えみぃSHOW」など地元関西ローカルの番組で度々公言している）。また、朝日新聞2010年9月16日号によれば、1981年ベティのレコーディングをきっかけに桑田とベティが出会った際、桑田に「ねえ、ベティはどこの国のハーフなの？」と聞かれたベティが「ばかねえ、男と女のハーフじゃないの」と言い返し、スタジオが笑いに包まれた。そしてベティを「ニューハーフ」として売り出すことが決まったという。しかし、厳密に言えば当時の桑田がノリで発した言葉をメディアや世間が転用して使うようになっていった側面も強いため、桑田本人は「自分が広めたわけではない」という旨の発言を度々行っている。

### かつての呼称

#### ゲイボーイ
現在はゲイボーイというと女装しない同性愛男性を指すが、日本では、1950年代頃から女装あるいは性別適合手術をして、酒場や風俗店などで働く人をゲイボーイといっていた（英語での用法とは全く異なるので注意）。
1961年に登場した松本清張の推理小説『時間の習俗』はゲイボーイがまだ珍しい時代を背景に成立した物語で、1980年代にドラマ化された時はその付近の演出に苦労の跡が見られた。また1969年にはゲイバーをテーマとしたものとして松本俊夫監督の実験映画『薔薇の葬列』が登場した。

#### シスターボーイ
1957年2月に米MGMの映画「お茶と同情」が日本でも公開されてヒットし、映画内で使われたシスターボーイという造語が流行した。その後、同1957年9月に美輪明宏（当時は丸山明宏）が仏シャンソンの曲「メケ・メケ」をカバーし、シスターボーイと呼ばれるようになっていった。現在では死語となっている
シスターボーイは女性的な雰囲気の美形男性を指すもので、肉体的には手を入れていない人が主であった。

#### ブルーボーイ
日本におけるブルーボーイは1963年より来日したパリのキャバレー「カルーゼル」の性別適合手術をしたダンサーの印象が強いものとなっている。。英語圏においてはブルーボーイとは元々トマス・ゲインズバラの油彩画「青衣の少年 (The Blue Boy)」を指すものであったが、女性スターがその油彩画の扮装をするようになることで、だんだん女性的な男性を意味するようになっていったとされる（en:The Blue Boyも参照）。
ブルーボーイはその後、性別適合手術をしたダンサーだけでなく、風俗関係で働く人たちなどにも適用範囲が広がっていったが、ブルーボーイ事件あたりを境目にして使用されなくなっていった。

#### Mr.レディー
日本ではMr.レディーという言葉も使用された時期があるが、この言葉は、1978年のフランス・イタリア合作映画 『Mr.レディ Mr.マダム』 に由来する。但しその頃の日本社会ではこの言葉は一般的ではなく、バブル時代頃にフジテレビ系「笑っていいとも」で一年間続いた人気コーナー、「Mr.レディー & Mr.タモキン」が放送された頃に広まった。

## ニューハーフの女性化

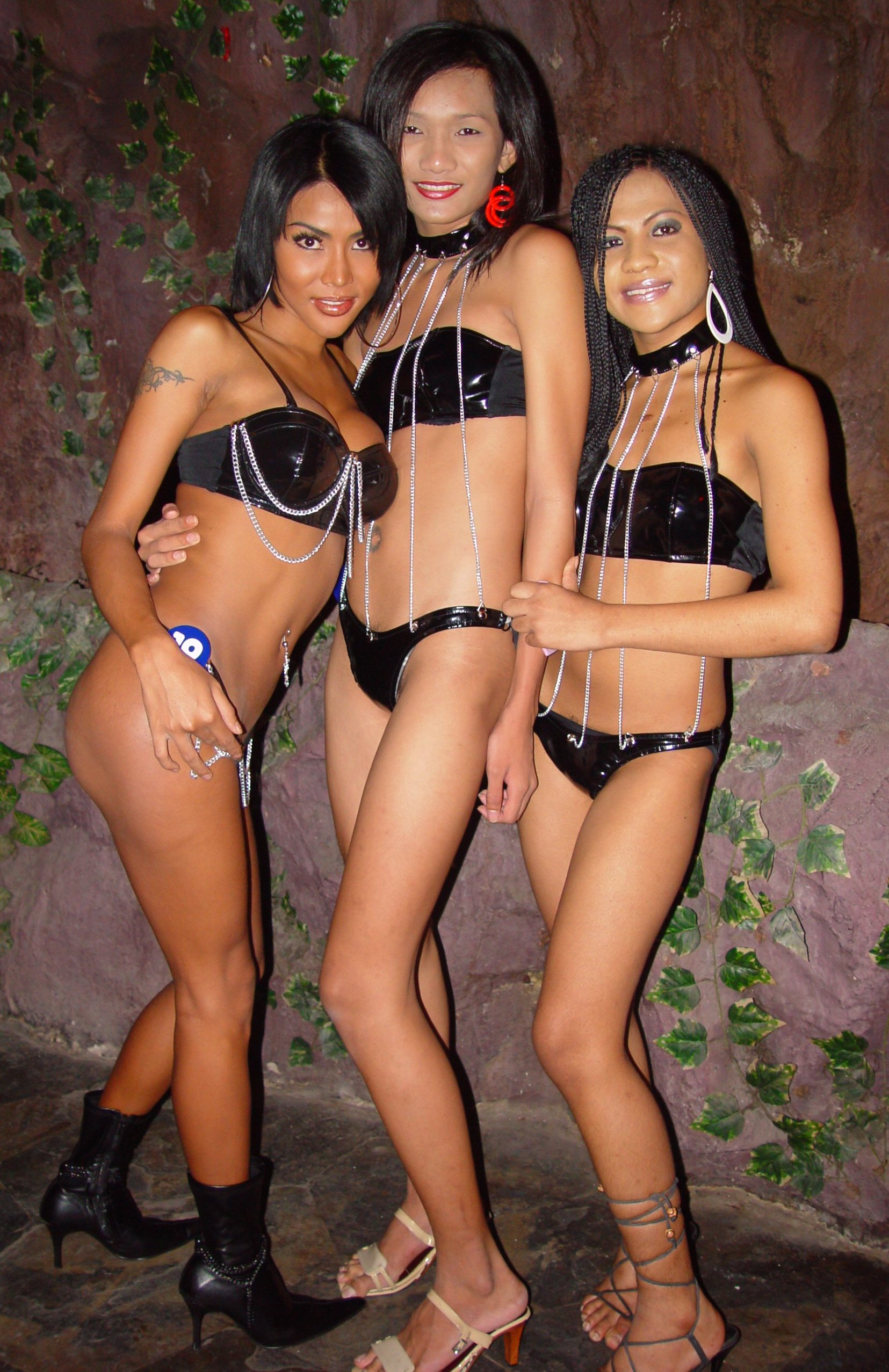
ナナ・プラザのニューハーフ
（タイ・バンコク）

ニューハーフと言っても身体の状態は個人で異なる。ニューハーフの人たちの間では、商業的価値が優先され、そうした観点であると、陰茎を残し、それ以外の身体的特徴を女性化することが好まれる場合がある。男の娘や女装子の流行にともない、本来のニューハーフの定義とは異なるが女性的な外見や衣服を身にまとっているものの身体としては男性的な特徴をすべてそのまま残している人も中にはいる。
化粧や服装による女装のみのニューハーフも相当数いるが、現代では性別適合手術を通して肉体を女性的にする手法が確立している。ニューハーフとして生きることを選択した者は、肉体的にも女性化を目指す者が多いが、あえてしない者もいる。親の反対や世間体の問題で出来ないなどの理由が挙げられる。
ライターの畑野とまとの調査によると、ニューハーフ風俗の従事者の身体状況は、「性別適合手術によってペニス＆睾丸除去＋造膣」が3％、「ペニス有り、睾丸除去、女性ホルモン投与」が14％、「ペニス・睾丸あり、女性ホルモン投与」が51％、「女性ホルモン経験も無し男性のまま」が31％、不明が1％となっている。

### 美容や医療
顔面の美容整形（顔面女性化手術：FFS）では、男性的に発達した頬骨やあご骨や鼻筋は整形手術で削ったり切ったりして、女性的な顔立ちを目指す。二重瞼形成手術や目頭切開手術等により目を大きく見せることで、男性的な印象を抑える。男性らしい眉骨の出っ張りや眉間の凹みを産むために眉骨を削ったりプロテーゼやヒアルロン酸を注入する。
身体面の女性化に対する美容整形等では、喉頭隆起切除術、声帯手術、 豊胸術、または女性らしいくびれを目指すために、骨盤周りに脂肪やシリコンを注入する術例も少なからず存在する。脂肪溶解注射等の痩身術や二の腕やふくらはぎボトックス注射等により筋肉質でがっちりした男性的な身体やボディラインから女性らしい華奢なボディスタイルやプロポーションを目指す。医師法により全身医療脱毛や永久脱毛を行い、髭や男性的な性毛を永久的に除く。
脱毛では、男性の代表的な特徴である髭や濃い体毛は第二次性徴や年齢と共に濃くなっていき、剃っても根本が肌に透ける「青ひげ」や体毛の「剃り残し」や「剃り残しの肌の質感」になってしまう。剃毛や毛抜きには限界や肌の損傷等の危険があるため、家庭脱毛器を使用したり、美容医療の一種である永久脱毛を行うことがある。また、髭が濃くなる前や元々生えていない時期に女性ホルモンの投与や去勢によって、男性ホルモンの働きを抑える場合もある。両脇・両上肢や両脚など全身の医療全身脱毛も試みる場合がある。脚線美や美肌を気にかける場合もある。
手術もしくは薬剤により睾丸から分泌される男性ホルモンを断つことにより、身体から筋肉を減らし、髭を含む体毛が濃くなることを防ぐ。髪以外の体毛の発育は遅くなる傾向にはあるが、永久脱毛をしない限り皆無になるわけではない。女性ホルモンは、乳腺組織を発達させるとともに、皮下脂肪を沈着させることで、女性らしい体を作る作用がある。そのため、女性化を望む者の多くの者が投与している。手術が必要ないという点では手軽であるが、高濃度の女性ホルモンは睾丸などの男性機能を不可逆的に損ない、精子や男性ホルモンを作り出せなくする作用がある。第二次性徴を迎える前や成長期の途中などの早い時期からホルモン投与を受けた者も骨格や体質が女性的になりやすい。
乳房組織の基となるものは、胎児期に男性に分化する前に作られる。そのため男性にも乳首があり、女性のような乳房を発達させる素地がある。女性ホルモンの作用によって女性化乳房を持つ者。基本的に成長期を過ぎてから投与されるので、乳腺組織の発達に限度がある。豊胸手術によって胸を大きく見せる場合もある。基本的に性ホルモンである程度女性化乳房を発達させてから、サイズ嵩上げの為に手術する。十分に女性化乳房が発達しているほど、自然な乳房に仕上げやすい。昔はシリコンや生理食塩水が主流だったが、近年はソフトコヒーシブシリコンジェルパックなど改良がなされてきている。身体の他の部位から取った脂肪を胸に移植注入するという手法もあり、より自然な乳房を得る選択肢も増えた。
睾丸は男性外陰部の主要な臓器である。大きさは成人になると重量は両方で約30g程度になり、小児と比較して約8倍〜10倍以上の大きさになる。睾丸がなくなることによって男性外陰部の膨らみが目立たなくなることにつながる。併せて前述したように去勢手術によって睾丸から分泌される男性ホルモンを断つことにより、身体から筋肉を減らし、髭を含む体毛が濃くなることを防ぐ。髪以外の体毛の発育は遅くなる傾向にはあるが、永久脱毛をしない限り皆無になるわけではない。
陰茎を取り除き造膣することで女性として男性との性交渉を可能にする場合がある。人工の膣であっても陰茎陰嚢の表皮やS字結腸等を造膣に使うなどして性感を得ることができる。しかし女性の膣と違って雑菌の繁殖を防ぐメカニズムが備わっていないので自己管理で衛生を保つ必要がある。一般には性別適合手術には、男性外陰部の皮膚がある程度ある場合は陰茎の包皮の多くを裏返しにして併せて陰嚢の全ての皮膚を再生をして造膣する「陰茎会陰部皮膚翻転法」と呼ばれるものと、開腹手術または会陰部からの導入手術により大腸のS字結腸の一部を利用して造膣する「大腸法」などがある。
稀に地声が女性と変わらない場合や変声期前に去勢したりして、声色が高く女性と見分けがつかない者も居る。また、メラニー法という発声方法を使って発声する方法もある。

### 法的な性別
日本においては戸籍については、医学的診断の「性同一性障害」の診断書と一定期間以上の通称名の実積、「女性名」への名前の変更の届出を家庭裁判所に申し立て受理容認されれば、所在地の役所で家庭裁判所からの「名の変更許可証」を申請し戸籍上も女性へ変更をすることが出来る。